# Миша курганцева
Ми́ша курганцева (Mus spicilegus) — вид роду мишей (Mus), вид-двійник миші хатньої (Mus musculus).

## Таксономічна історія
Вид має надзвичайно складну таксономічну історію через різні періоди його визнання та невизнання. 
Вид описано з території України 1927 року відомим дослідником Борисом Вальхом, який назвав вид на честь свого сина Сергія, котрий детально дослідив вид у природі. Миша курганцева за морфологічними ознаками майже не відрізняється від миші хатньої, через що їх часто об'єднували в один вид, а нерідко всіх диких мишей називали спільною назвою "миша степова", Mus hurtulanus.
Надалі було підтверджено припущення про ідентичність українських Mus sergii з балканськими і паннонськими Mus spicilegus (назва давніша). Дослідженням цього двійникового комплексу (Mus musculus / domesticus / hurtulanus / sersii / spicilegus / tataricus / sprettus etc.) присвячено величезну кількість наукових праць (тисячі публікацій), у тому числі й не менше 20-30 дисертацій. Тепер вид є загальновизнаним. Філогенетичні зв'язки курганцевої миші:

|  | Mus musculus                                                        |
|  |                                                                     |
|  | \| \| Mus macedonicus \| \| \| \| \| \| миша курганцева \| \| \| \| |
|  |                                                                     |
|  | Mus macedonicus                                                     |
|  |                                                                     |
|  | миша курганцева                                                     |
|  |                                                                     |

|  | Mus macedonicus |
|  |                 |
|  | миша курганцева |
|  |                 |

|  | Mus musculus                                                        |
|  |                                                                     |
|  | \| \| Mus macedonicus \| \| \| \| \| \| миша курганцева \| \| \| \| |
|  |                                                                     |
|  | Mus macedonicus                                                     |
|  |                                                                     |
|  | миша курганцева                                                     |
|  |                                                                     |

|  | Mus macedonicus |
|  |                 |
|  | миша курганцева |
|  |                 |

## Значення в житті людей

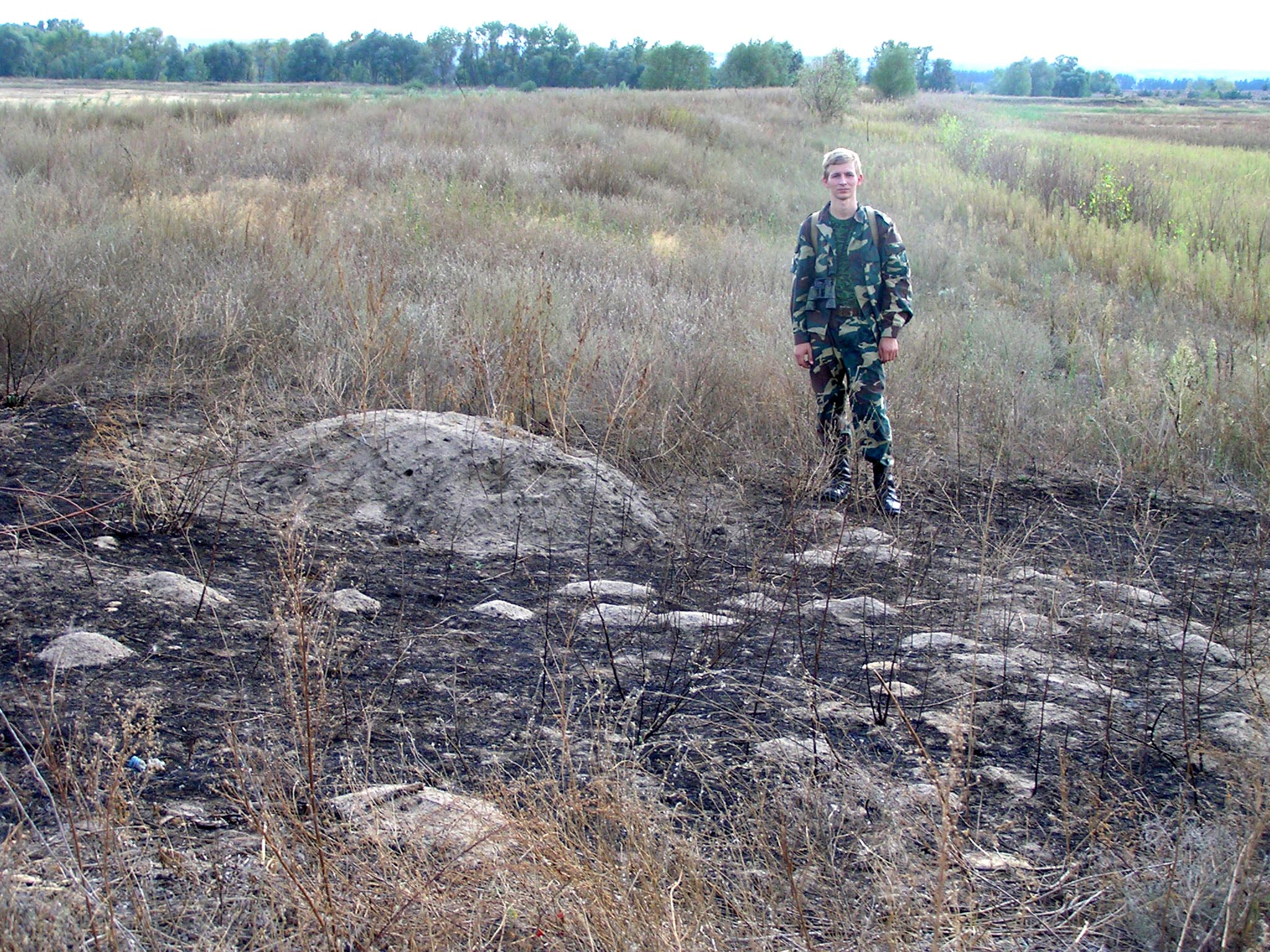
курганчик Mus spicilegus (для масштабу стоїть дослідник)

В роки Голодомору запаси курганцевих мишей врятували життя десяткам тисяч українців. Відомі численні свідчення того, що не прибрані поля, на яких розплодилася величезна кількість мишей, взимку були рясно вкриті курганцями Mus spicilegus. Люди ходили на поля, які взимку були без охорони, і розбирали курганці, в кожному з яких було від 5 до 15 кг добірного зерна. Щільність курганців може складати близько 5-10 на гектар, проте на неприбраних полях їх було значно більше.

## Поширення виду

поширення Mus spicilegus в Україні

Ареал виду обмежений переважно степовою і лісостеповою смугами Європи. 
В межах України вид поширений в степу, проте за останні десятиліття його ареал суттєво розширився на північ і схід.